# ローレン・グッドマン
ローレン・セツ・グッドマン（Loren Seth Goodman、朝鮮語: 굿맨로렌）は、アメリカ人の詩人、英文学者。延世大学校教授。

## 人物
カンザス州ウィチタ生まれ。1991年コロンビア大学卒業。1995年アリゾナ大学M.F.A. in Creative Writing。2000年ニューヨーク州立大学バッファロー校M.A. in English Literature。2005年神戸大学大学院文化学研究科社会文化専攻修了、博士（学術）。2006年ニューヨーク州立大学バッファロー校Ph.D. in English Literature。
延世大学校助教授や、同准教授を経て、同教授。優れた詩人かつ英文学者であり、詩集"Famous Americans"で、Yale Series of Younger Poetsを受賞した。また、日本留学中にアマチュアボクシングの訓練を受け、マッチメーカーや、マネージャーも務めた。日本ボクシングコミッションセコンドライセンス保有。

## 著書
- Famous Americans. New Haven, CT: Yale University Press, 2003. 81 pp. ISBN 978-0-300-10002-0.
- Suppository Writing. Southampton, MA: Chuckwagon, 2008. 24 pp. Unpaginated.